# Kariobangi
Kariobangi ist ein Elendsviertel bzw. Slum im Nordosten der kenianischen Hauptstadt Nairobi.
Die ersten Hütten wurden 1961 gebaut. In Kariobangi leben heute hauptsächlich Angehörige des Volkes der Borana, die aus dem Norden Kenias nach Nairobi zugezogen sind (Stichwort Landflucht).
Das Kariobangi-Slumviertel besteht aus zwei Teilen, Kariobangi Nord und Kariobangi Süd, die durch eine Eisenbahnlinie unterteilt werden. Das nördliche Gebiet wurde zuerst besiedelt. Der südliche Teil des Elendsviertels reicht inzwischen bis an den wichtigsten Flughafen Nairobis, den Jomo Kenyatta International Airport, heran.